# David Rollins
Pour l’article homonyme, voir David Rollins (acteur).
David Dwane Rollins (né le 21 décembre 1989 à DeBerry, Texas, États-Unis) est un lanceur de relève gaucher de la Ligue majeure de baseball.
Il joue pour les Mariners de Seattle en 2015 et 2016. En avril 2017, il est sous contrat avec les Cubs de Chicago.

## Carrière
David Rollins est repêché à pas moins de quatre reprises par des clubs du baseball majeur. Choisi par les Dodgers de Los Angeles en 2008 et par les Mariners de Seattle en 2009 et 2010, il ne signe un premier contrat professionnel qu'en 2011, après avoir été réclamé au 24e tour de sélection par les Blue Jays de Toronto. 
Après avoir amorcé sa carrière professionnelle dans les ligues mineures avec des clubs affiliés aux Blue Jays en 2011, Rollins passe aux Astros de Houston le 20 juillet 2012 dans une transaction impliquant 10 joueurs. Houston cède les lanceurs droitiers Brandon Lyon et David Carpenter et le gaucher J. A. Happ, pour recevoir 7 joueurs de Toronto : Rollins, les lanceurs droitiers Francisco Cordero, Asher Wojciechowski, Kevin Comer et Joe Musgrove, receveur Carlos Pérez et le voltigeur Ben Francisco.
Exclusivement lanceur partant dans les mineures, il apparaît de plus en plus souvent comme releveur à partir de la saison 2013, où il gradue au niveau AAA.
Le 11 décembre 2014, Rollins est réclamé par les Mariners de Seattle au repêchage de la règle 5. Ses débuts avec sa nouvelle équipe sont retardés lorsqu'il est, en mars 2015 durant le camp d'entraînement des Mariners, suspendu 80 matchs pour usage de stanozolol. Après avoir rejoint les Rainiers de Tacoma, le club-école des Mariners, en juin suivant, il obtient en juillet son premier appel vers les majeures.
David Rollins fait ses débuts dans le baseball majeur le 4 juillet 2015 comme lanceur de relève pour les Mariners de Seattle face aux Athletics d'Oakland. Il joue 31 matchs des Mariners au total en 2015 et 2016. Sa moyenne de points mérités s'élève à 7,60 en 34 manches et un tiers lancées.